# Капелюшний Анатолій Олексійович
Капелюшний Анатолій Олексійович (5 червня 1951, м. Дніпропетровськ) — український мовознавець, журналіст.

## Біографія
Народився 5 червня 1951 року в м. Дніпропетровськ.  
У 1974 році закінчив факультет журналістики Львівського державного університету ім. Івана Франка.  
У 1974–1975 рр. працював кореспондентом газети «Радянське Поділля».  
З 1978 року викладач кафедри мови ЗМІ (з 1979 року — доцент) факультету журналістики ЛНУ ім. Івана Франка.  
З 1978 року – член  Національної спілки журналістів України. 

## Публікації
Напрями наукових досліджень: редагування у ЗМІ, практична стилістика української мови.
Основні праці:
Сатиричний журнал «Червоний перець» (1986).
Словник труднощів української мови (співавтор; 1989).
Антисуржик. Вчимося ввічливо поводитись і правильно говорити» (співавтор; 1994, 2011, 2017, 2023).
Словник-довідник з культури української мови (співавтор; 1996, 2004, 2006).
Девіатологія мас-медіа (2000).
Практична стилістика української мови (2001, 2007).
Стилістика й редагування : практичний словник-довідник журналіста (2002).
Стилістика. Редагування журналістських текстів (2003).
Практичний посібник-довідник журналіста. Редагування в ЗМІ: аналіз і перевірка фактичного матеріалу (2004).
Енциклопедії афоризмів і крилатих фраз «Журналістика — це спосіб життя», «Журналiст – це не професія, а звання»,  «Журналiстика – це творчість і ремесло» (2004, 2008, 2011).
Редагування в засобах масової інформації (2005, 2009).
Телебачення прямого ефіру (2011).
Журналістика і творчість (нариси історії, теорії та методики журналістської творчості) (співавтор; 2023).
Журналістика і медіа в умовах суспільних трансформацій (співавтор; 2024).

## Покликання
Інформація про Анатолія Капелюшного на сайті факультету журналістики ЛНУ [Архівовано 8 вересня 2016 у Wayback Machine.]